# Pedro Winter
Pedro Winter   (16è districte de París, 21 d'abril de 1975), també conegut pel nom artístic de Busy P, és un productor musical francès, DJ i propietari d'un segell discogràfic. Va ser el mànager de Daft Punk del 1996 al 2008, i el 2003 va fundar el segell de música electrònica Ed Banger Records, per al qual va fitxar artistes com Justice, Breakbot, Sebastian, Cassius, Mr. Oizo, DJ Mehdi i Myd, entre d'altres.

## Trajectòria
Pierre Winter va créixer sota la influència del heavy metal, el hip-hop i el rock. Afirma que el seu grup preferit de tots els temps és Beastie Boys. Va descobrir la música electrònica l'any 1992 amb el seu germà, Thomas Winter. Poc després va començar a punxar discos al What's Up Bar i a organitzar les festes Hype al Folies Pigalle i, després, Smoker The Palace amb David Guetta. El 1996, quan era estudiant de dret, Winter va conèixer Thomas Bangalter i Guy-Manuel de Homem-Christo, el conegut duet Daft Punk, que li van demanar que els fes de mànager i s'hi va comprometre.
El 2002, va crear la discogràfica Headbangers Entertainment, a través de la qual va gestionar diversos artistes com Cassius, Cosmo Vitelli, Thomas Winter et Bogue i DJ Mehdi. Un any més tard, va fundar el segell Ed Banger Records. El 2008 va deixar la gestió de Daft Punk per a centrar-se en el seu segell discogràfic i carrera musical com a Busy P. Per a l'àlbum debut de Phoenix, United, Winter va tocar amb un sintetitzador Rapman a la cançó «Funky Squaredance».

## Discografia (com Busy P)
- 2004: Limit Ed
- 2007: Rainbow Man
- 2007: The Headbangers
- 2008: Pedrophilia
- 2013: Still Busy
- 2017: Genie